# Popowka (rejon kaszarski)
Popowka (ros. Поповка) – miejscowość (słoboda) w Rosji, w obwodzie rostowskim, w rejonie kaszarskim. W 2010 liczyła 978 mieszkańców.